# Heiner Reinhardt
Heiner Reinhardt (* 1952) ist ein deutscher Jazz- und Improvisationsmusiker (Baritonsaxophon, Bassklarinette).

## Wirken
Reinhardt studierte von 1974 bis 1979 in Ost-Berlin an der Hochschule für Musik Hanns Eisler Berlin Saxophon. Danach gehörte er zum Quintett von Andreas Altenfelder. 1982 trat er mit dem Günter Sommer Trio bei den Donaueschinger Musiktagen auf,  im Folgejahr bei Jazz in der Kammer. Ab den 1980er Jahren war er Mitglied des Manfred-Schulze-Bläserquintetts, mit dem er auch die Alben Nummer 12, Choral-Konzert, Viertens und Konzertino veröffentlichte. Später gründete er sein eigenes Ensemble „Entropie“, mit dem er das Album Kombinationen & Rekursionen (1990) vorlegte. Er spielte mit Musikern wie Radu Malfatti, Tony Oxley, Peter Kowald, Sven-Åke Johansson sowie Joe Sachse und sammelte Erfahrungen in verschiedenen Performance- und multimedialen Projekten. 
Des Weiteren gehörte er ab den 1990er Jahren Gebhard Ullmanns Bläserensemble „Tá Lam“ an, mit dem er mehrere Alben aufnahm. Reinhardt trat auf vielen namhaften Jazzfestivals in Europa und Nordamerika auf. Im Bereich der Klassik interpretierte er Werke von Helmut Zapf.